# بنغاس متطاول
بنغاس متطاول (الاسم العلمي:Pangasius elongatus ) هو نوع من الأسماك يتبع جنس البنغاس من فصيلة سلور القرش.